# Algatocín
Algatocín – gmina w Hiszpanii, w prowincji Malaga, w Andaluzji, o powierzchni 19,71 km². W 2011 roku gmina liczyła 887 mieszkańców.